# Jorge Mendonça
Jorge Pinto Mendonça, conhecido apenas por Jorge Mendonça (Silva Jardim, 6 de junho de 1954 — Campinas, 17 de fevereiro de 2006), foi um futebolista brasileiro.
Ponta-de-lança habilidoso e finalizador, fez 411 gols em toda a sua carreira.

## Biografia

### Carreira
Fluminense de Silva Jardim, profissionalizou-se no Bangu, em 1972. Em seu estreia, em 15 de janeiro de 1972, marcou 2 gols contra o São Cristóvão, pelo Torneio Romeu Dias Pinto. Pelo clube marcou 23 gols.
No ano seguinte, seguiu para Pernambuco, onde defendeu o Náutico de 1973 até 1975, começou como "reserva de luxo" que decidia vários jogos, até se tornar um dos maiores artilheiros da história do clube e ídolo da equipe pernambucana. Sagrou-se campeão estadual em 1974, sendo artilheiro da competição com 24 gols, e também campeão de um torneio regional em 1975. Um fato curioso ocorreu durante uma partida válida pelo campeonato pernambucano de 1974, onde Jorge Mendonça foi autor dos oito gols na vitória do Náutico 8 x 0 Santo Amaro.
O brilho nos gramados pernambucanos atraiu os olhares dos dirigentes do Palmeiras, que contrataram Jorge Mendonça em 1976. Novamente, o ex-meia-atacante foi destaque, marcando 102 gols em 217 partidas (113 vitórias, 62 empates, 42 derrotas). Entre eles, o que rendeu ao time alviverde o título paulista daquele ano, no Palestra Itália, contra o XV de Piracicaba.
Depois de participar de alguns amistosos, foi convocado para disputar a Copa do Mundo de 1978 com a camisa da Seleção Brasileira. Convocado por Cláudio Coutinho, fez 6 partidas e não marcou nenhum gol na Copa, mas com seus refinados dribles e passes conseguiu colocar ninguém menos que Zico no banco de reservas. Uma história curiosa envolvendo sua participação no torneio foi justamente em sua primeira partida, contra a Espanha, na primeira fase: Coutinho lhe pediu que se preparasse para entrar no lugar de Zico ainda no início do segundo tempo, mas Mendonça somente foi entrar em jogo aos 38 minutos, já quase ao final da partida. Nas suas 11 apresentações com a camisa amarela, foram sete vitórias e quatro empates, além de dois gols marcados.
Após a competição, Jorge Mendonça voltou ao Palmeiras para terminar o ano com o vice-campeonato nacional. Telê foi o responsável por sua dispensa no clube após um jogo contra o Flamengo, no Rio, em que o meia deixou a concentração para se divertir na noite carioca. Teve uma rápida passagem pelo Vasco, onde fora contratado para preencher a ausência do ídolo Roberto Dinamite, sem alcançar muito sucesso.
Chegou ao Guarani em junho de 1980 para ocupar o lugar deixado por Renato Morungaba e se transformou num ‘fazedor de gols’ até 1982. Em 27 de março de 1981, faturou a Taça de Prata, sendo destaque ao lado de Careca. Foi o maior artilheiro em uma edição do Campeonato Paulista depois de Pelé, ao anotar 38 tentos em 1981. Neste campeonato, conseguiu um outro feito: Tornou-se o primeiro jogador a marcar gols contra os 4 grandes paulistas no mesmo ano.
Ficou famoso também por suas brigas com o técnico Telê Santana desde os tempos de Palmeiras. Telê o acusava de ser indisciplinado e pouco aplicado na marcação. O rígido treinador não lhe deu uma única chance na Seleção que disputaria a Copa do Mundo de 1982, quando vivia grande fase no Guarani.
De 1983 a 1985, defendeu o rival campinense, a Ponte Preta.
Ainda passou por Cruzeiro (1985), Rio Branco (1986), no extinto Colorado (1987 a 1989). A aposentadoria veio em 1990, com a camisa do Paulista de Jundiaí.

### Aposentadoria e morte
Ao final da carreira, fixou residência em Campinas, cidade onde conseguiu ser ídolo das duas equipes arqui-rivais, Guarani e Ponte Preta. Atravessou uma série de dificuldades financeiras, de saúde (alcoolismo) e familiares. Ele teve quatro internações em clínicas, só uma com ele sóbrio. Mendonça teria sido passado para trás em sociedades com parentes da ex-esposa e foi abandonado pelos três filhos do casal, refugiando-se, então, na residência dos seus pais. No entanto, ao fim da vida, conseguiu recuperar parte de sua dignidade, participando de um projeto infantil do Guarani.
Faleceu devido a problemas cardíacos, aos 51 anos. Está sepultado em Valinhos, cidade próxima a Campinas.
Em 2010, estava prevista uma homenagem a Jorge Mendonça pela Direção de Cultura do município de Silva Jardim, sob o comando da diretora Carmem Valéria de Castro. O acervo teria como principal elemento a camisa 19 que o craque utilizou na Copa do Mundo de 1978. O objetivo da Casa de Cultura de Silva Jardim é resgatar a memória do grande ídolo, um patrimônio da cidade. O ginásio poliesportivo local chama-se Jorge Pinto Mendonça. Mendonça, apelidado de "Jojô Beleza" nos tempos de Palmeiras. Também foi homenageado pela Prefeitura de Campinas, que deu seu nome a uma rua do Bairro Dic I (Conjunto Habitacional Monsenhor Luiz Fernando Abreu).

## Títulos

### Náutico
- Campeonato Pernambucano: 1974, 1975
- Torneio Início de Pernambuco: 1975
- Torneio Governador Cortez Pereira: 1975

### Palmeiras
- Campeonato Paulista: 1976

### Guarani
- Taça de Prata (2ª divisão do Campeonato Brasileiro): 1981[11]

### Individuais
- Bola de Prata da Revista Placar: 1979